# Pterolophia bifasciata
Pterolophia bifasciata är en skalbaggsart som beskrevs av Stefan von Breuning 1968. Pterolophia bifasciata ingår i släktet Pterolophia och familjen långhorningar. Inga underarter finns listade i Catalogue of Life.